# 丹尼斯·奧利尼克
丹尼斯·奧利尼克（烏克蘭語：Денис Вікторович Олійник；1987年6月16日—）是一位烏克蘭足球運動員，司职左边锋。他現在效力於波尔塔瓦沃尔斯克拉足球俱乐部。之前他也曾效力於第聶伯羅彼得羅夫斯克足球俱樂部。他也代表乌克兰国家足球队參賽。